# Saint-Hilaire-de-Chaléons
Saint-Hilaire-de-Chaléons é uma comuna francesa na região administrativa da Pays de la Loire, no departamento de Loire-Atlantique. Estende-se por uma área de 34,98 km². Em 2010 a comuna tinha 2 349 habitantes (densidade: 67,2 hab./km²).